# Jaroslav Stockar
Jaroslav Stockar, křtěný Jaroslav František (8. května 1890, Doloplazy u Nezamyslic, Rakousko-Uhersko - 6. února 1977, Praha, Československo) byl českým architektem. Před rokem 1918 používal jména Jaroslav František Stockar von Bernkopf, Jaroslav Stockar-Bernkopf nebo Jaroslav Stockar z Bernkopfů, dále používal variantu svého křestního jména Jaro.

## Život
V letech 1908-1913 studoval na Českém vysokém učení technickém. V roce 1913 byl jmenován architektem ve dvorní kanceláři knížete Lichtenštejna ve Vídni. V roce 1915 byl povolán jako inženýr na ministerstvo války, do projekčního oddělení vzduchoplavby a pak jako samostatný referent do oddělení kontroly průmyslových staveb. Roku 1916 byl promován na doktora technických věd. Stal se čestným docentem lesnických pozemních staveb na Vysoké škole zemědělské v Brně a členem zkušební komise pro státní zkoušky z oboru architektury tamtéž. Roku 1919 se usadil v Brně jako civilní autorizovaný inženýr pro architekturu a pozemní stavby. V roce 1935 přesídlil do Prahy a stal se ředitelem technického oddělení Národní banky v Praze.
Jeho bratrem byl architekt Rudolf Stockar.

## Dílo
Během svého působení v Brně projektoval novostavbu továrny UP Brno a Pensijního ústavu Brno, dále přestavby bankovních paláců Hypoteční banky a Zemědělské banky moravské v Brně, České průmyslové a hospodářské banky, Brněnské banky a dalších staveb. V Praze vypracoval pro Národní banku československou adaptace čp. 937 v Jindřišské ulici a někdejšího Ringhofferova paláce čp. 1511/II v třídě Politických vězňů na Novém Městě pražském. V letech 1937-1940 projektoval spolu s Josefem Šolcem blok sedmi funkcionalistických Činžovních domů Pensijního fondu zaměstnanců Národní banky Československé v Praze 7 - Holešovicích. Dále je autorem přestavby nemocenské pojišťovny v Opavě, sociálního domu v Ostravě, lázní v Rajeckých Teplicích na Slovensku. Podle jeho projektu vznikl okresní úřad v Přerově a v Uherském Hradišti a veřejná nemocnice v Hranicích.